# 赫魯什卡 (伊凡諾-法蘭科夫斯克州)
48°48′48″N 25°3′26″E / 48.81333°N 25.05722°E
參數所指定的目標頁面不存在，建議更正成存在頁面或直接建立下列一個頁面（建立前請先搜尋是否有合適的存在頁面可以取代）：
- 赫魯什卡

赫魯什卡（羅馬化：Hrushla）是烏克蘭西部的村莊，隸屬伊萬諾-弗蘭科夫斯克州的伊萬諾-弗蘭科夫斯克區。該村始建於734年，面積18.7平方公里，2001年人口1,622，人口密度每平方公里86.7人。